# Emil Schwamberger

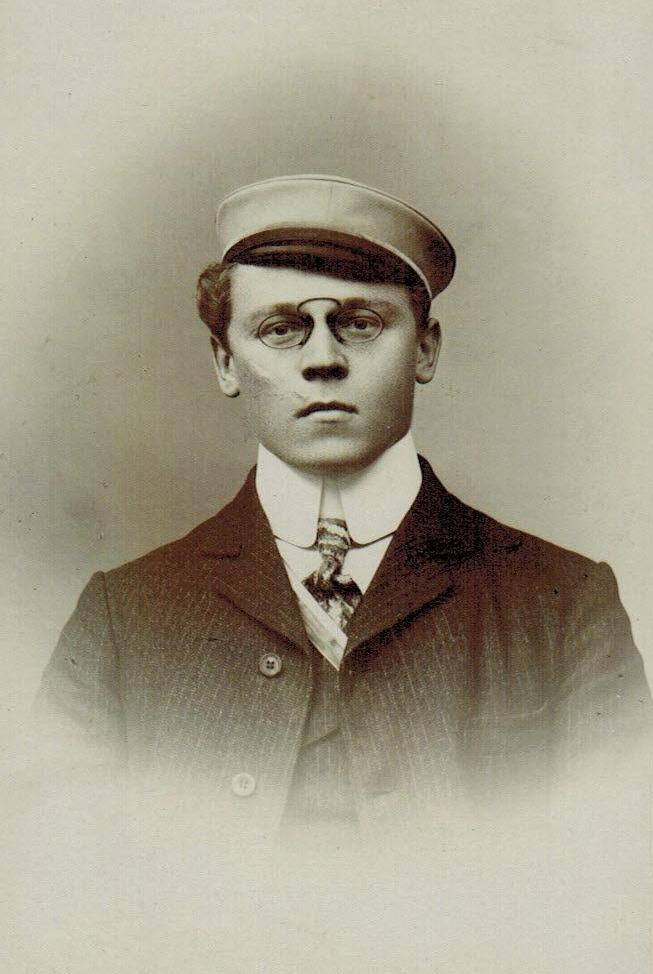
Schwamberger als Schotte (1902)

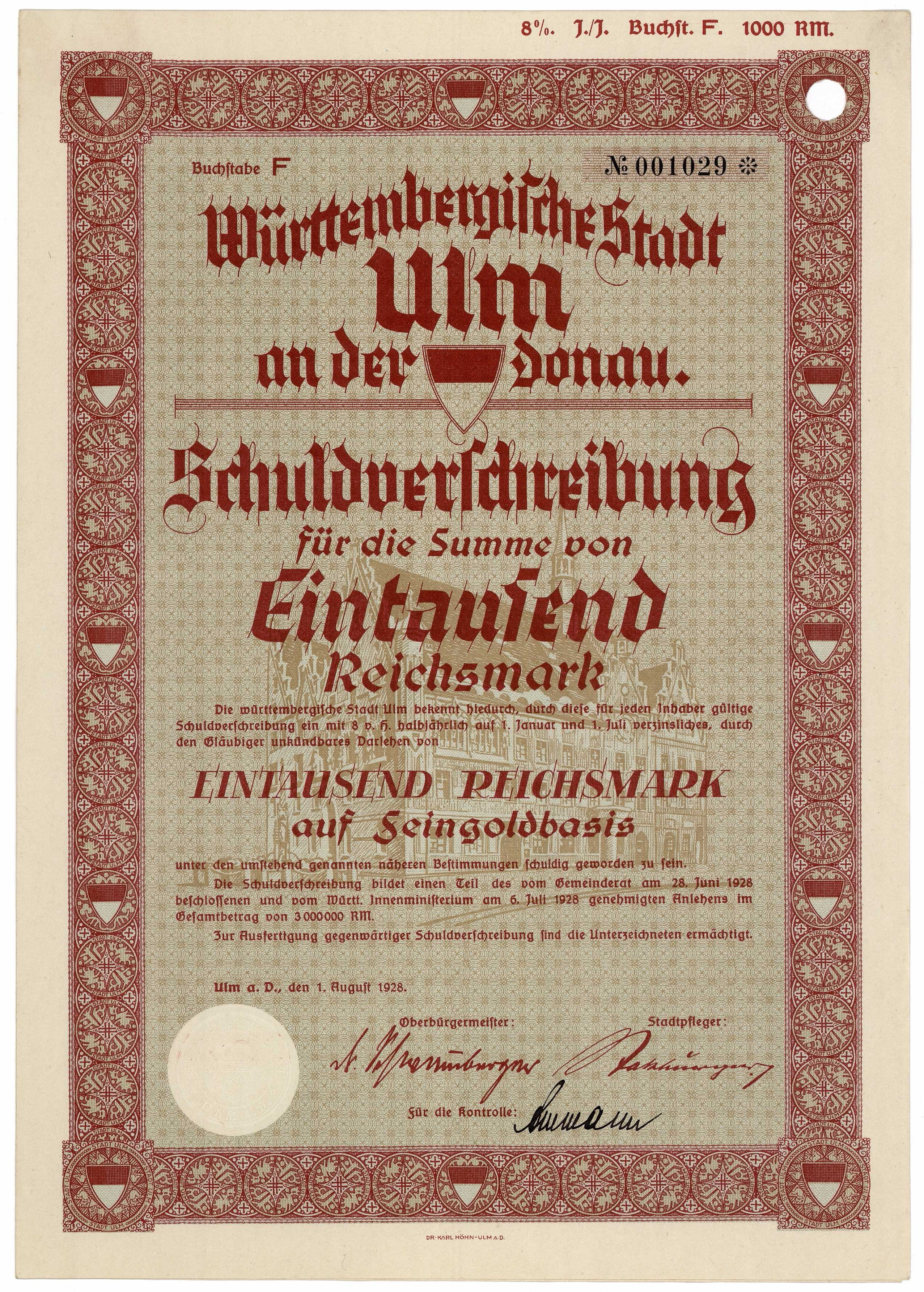
Schuldverschreibung der Stadt Ulm an der Donau vom 1. August 1928 mit Unterschrift von Oberbürgermeister Schwamberger

Emil Wilhelm Schwamberger, eigentlich Emil Wilhelm Schwammberger (* 9. Februar 1882 in Löwenstein; † 20. Juli 1955 in Stuttgart) war ein deutscher Kommunalpolitiker und von 1919 bis 1933 Oberbürgermeister von Ulm.

## Leben
Emil Schwamberger (eigentlich Schwammberger, die Schreibweise Schwamberger benutzte er erst nach 1945) entstammte einer Winzerfamilie. Er studierte Rechts- und Staatswissenschaften in Berlin und Tübingen, seine Promotion erfolgte in Heidelberg. In Tübingen wurde er Mitglied der Studentenverbindung Landsmannschaft Schottland. 1907 trat er als Amtmann in den württembergischen Staatsdienst ein. 1910 unterlag er bei einer Kandidatur um das Stadtschultheißenamt in Geislingen an der Steige. 1914 wurde Schwamberger Regierungsrat bei der Stadtdirektion Stuttgart. 1918 zählte er zu den Gründungsmitgliedern der linksliberalen DDP in Stuttgart. 1919 wurde er als Nachfolger von Heinrich von Wagner zum Oberbürgermeister von Ulm gewählt (zunächst Stadtschultheiß, den offiziellen Titel erhielt Schwamberger 1920).
Stand zunächst die Reorganisation der städtischen Ämter und die Stabilisierung der Wirtschaftslage Ulms nach dem Ersten Weltkrieg im Vordergrund, wurde während der Amtszeit auch das städtische Gebiet erweitert (1926 Eingemeindung von Grimmelfingen, 1927 diejenige von Wiblingen). Ferner ließ Schwamberger Wasserkraftwerke in Öpfingen und Donaustetten, das Ulmer Stadion sowie ein Schwimmbad bauen. Er gründete 1924 das Ulmer Museum und berief einen Fach-Kunsthistoriker, den Konservator und Hochschullehrer Julius Baum, auf die Direktorenstelle des Museums.
Bei der Wiederwahl 1929 wurde Schwamberger deutlich für weitere 15 Jahre im Amt bestätigt. Nach der nationalsozialistischen Machtergreifung wurde Schwamberger jedoch 1933 des Amtes enthoben und aus dem Dienst entlassen.
Die Zeit von 1933 bis 1945 verlebte Schwamberger als Ruhestandsbeamter in Stuttgart und zuletzt Tuttlingen, wobei er sich auch schriftstellerisch betätigte. 1945/46 zählte er zu den Mitbegründern der DVP (späteren FDP) Württemberg-Baden und war als deren Vertreter 1948/49 Mitglied des Wirtschaftsrats der Bizone in Frankfurt am Main.
1945 ernannte Ulm Emil Schwamberger zum Ehrenbürger und benannte 1983 eine Straße nach ihm. 1952 erhielt er das Bundesverdienstkreuz. Zudem wirkte er nach dem Krieg als Autor von humoristischen Büchern wie etwa Peter Qualm – Der Roman eines heiteren Lebens.